# كارلوس البرتو ديل ريو أرويو
كارلوس البرتو ديل ريو أرويو (بالإسبانية: Carlos Arroyo del Río) (و. 1893 – 1969 م) هو سياسي من الإكوادور ولد في غواياكيل.